# أمازيغية الأطلس البليدي
أمازيغية الأطلس البليدي (بالأمازيغية: Ṯacelḥiṯ n Waṭlas abliḏi) هي لغة زناتية أمازيغية، يتحدثها سكان منطقة جبال الشريعة ومتيجة بشمال وسط الجزائر إلى جانب الجاليات الأمازيغية بدول أوروبا الغربية. يقدر عدد المتحدثين بها بحوالي 100.000. أما في الجزائر فهي اللغة الأمازيغية الأقل عددا من حيث المتحدثين بها.